# Åsa Karlsson (innebandytränare)
Åsa "Kotten" Karlsson, född 1969, är en svensk innebandytränare och tidigare innebandyspelare. Hon är sedan 2018 förbundskapten för Sveriges damlandslag i innebandy.
Som spelare vann hon sju SM-guld samt VM-guld 1997. Hon spelade bland annat för IBK Lockerud i hemstaden Mariestad och för Högdalens AIS. Som förbundskapten vann hon VM-guld med Sverige 2019 och 2021.